# سیمیستر
سیمیستر (به انگلیسی: Simister) یک روستا در بریتانیا است که در شمال غربی انگلستان واقع شده‌است. سیمیستر ۰٫۲۲۵ کیلومتر مربع مساحت و ۶۵۰ نفر جمعیت دارد.